# ريتشارد نيلسون (كاتب مسرحي)
ريتشارد نيلسون (بالإنجليزية: Richard Nelson)‏ هو كاتب مسرحي أمريكي، ولد في 17 أكتوبر 1950 في شيكاغو في الولايات المتحدة.

## وصلات خارجية
- ريتشارد نيلسون على موقع IMDb (الإنجليزية)
- ريتشارد نيلسون على موقع قاعدة بيانات برودواي على الإنترنت (الإنجليزية)
- ريتشارد نيلسون على موقع قاعدة بيانات الفيلم (الإنجليزية)